# 하트하트 오케스트라
하트하트 오케스트라(Heart to Heart Orchestra)는 하트하트재단에서 설립한 발달장애 청소년 오케스트라이다.

## 창단 배경
하트하트재단은 발달장애청소년들에게 주간보호 프로그램, 특수체육, 동아리 활동, 방과 후 프로그램, 직업 훈련 프로그램 등을 제공한다. 이러한 반복적인 교육과 훈련을 통해 발달장애청소년들도 하나님이 주신 각자의 달란트를 가지고 있다는 것을 발견하고 2006년 발달장애청소년으로 구성된 오케스트라를 창단하였다.

## 오케스트라 구성
2006년 창단 당시에는 관악기로만 구성된 윈드오케스트라로 시작하였으며, 2010년부터는 현악기, 관악기, 타악기로 구성된 완전한 관현악단의 규모를 갖춘 심포니오케스트라로 확대 편성되어 있다. 또한 앙상블(현악, 금관, 클라리넷 미라콜로)의 다양한 연주구성으로 운영하고 있다. 2012년에는 발달장애인 직업재활의 모델로서 음악대학을 졸업한 발달장애인 전문연주자들로 구성된 하트미라콜로앙상블을 창단하였으며, 찾아가는 장애인인식개선 교육 ‘해피스쿨’의 예술강사로 활동하며 장애인식개선 활동을 하고 있다.

## 주요 공연
2014년
- 제9회 정기연주회, 장애인식개선을 위한 HEART to HEART CONCERT(예술의전당 콘서트홀)
- 안전행정부와 함께하는 정오의 희망콘서트(정부서울청사)
- 하트썸머뮤직캠프(서울여자대학교)
- 발달장애연주자 생애 첫 리사이틀 WITH CONCERT 4회(하트리사이틀홀)
- 광복절기념 플래시몹(DDP 어울림광장)
- 제5회 대한민국 국제관악제(평촌아트홀)
- ONE HEART CONCERT(용산아트홀)
- 올림푸스 힐링콘서트 (건국대병원, 서울성모병원)
- 서울국제음악제 살뤼살롱 콘서트 (예술의전당 IBK챔버홀)
- 하트스트링콰르텟, 하트첼로앙상블 창단
- 초청공연 (삼척교육지원청 외 15회)

2013년
- 제8회 정기연주회, 장애인식개선을 위한 HEART to HEART CONCERT(예술의전당 콘서트홀)
- 예술의 전당 ‘11시콘서트’ 초청공연[2]
- 평창동계 스페셜올림픽 미국선수단 환영식 초청공연(Conrad Hotel)
- 평창동계 스페셜올림픽 오프닝 셀러브레이션 초청공연(평창 알펜시아 콘서트홀)[3]
- 리처드 용재오닐 살롱음악회 초청공연(일신홀)
- 크레디트 스위스와 함께하는 One Heart Concert(장천아트홀)
- 피아니스트 임동혁씨 연습실 방문

2012년
- 제7회 정기연주회(장천아트홀)[4]
- 평창동계 스페셜올림픽 프레대회 개막식 축하공연(용평돔)[5]
- 평창동계 스페셜올림픽 D-100 성공기원 기념음악회 초청공연(예술의 전당)[6]
- 평창동계 스페셜올림픽 미국선수단 환영식 초청공연(Conrad Hotel)

- 서울시립교향악단과 함께하는 우리동네음악회 특별공연
- 제3회 대한민국 국제관악제 참가
- 피아니스트 조재혁, 바이올리니스트 김주현 협연
- 초청공연(한국에너지재단 외 10회)

2011년
- 제6회 정기연주회(성남아트센터)
- 베네수엘라 카라카스유스오케스트라 합동연주회(예술의 전당)[7]
- KBS교향악단 합동연주회(KBS홀)
- 제16회 제주국제관악제 참가
- 제20차 아시아지적장애인대회 축하공연
- 비올리스트 리처드 용재오닐 연습실 방문
- 바이올리니스트 정경화 연습실 방문
- 초청공연 (신세계백화점 외 10회)

2010년
- 제5회 정기연주회 (장천아트홀)
- 중국순회공연 (상해,청도,북경 총4회)
- 제1회 대한민국 국제관악제 참가
- 서울시 장애인식개선 콘서트(4회)
- 초청공연 (연세대학교 외 23회)

2009년
- 제4회 정기연주회 (성남아트센터)
- 제14회 제주국제관악제 참가
- 세계장애인 문화예술축제 참가
- 서울시 장애인식개선 콘서트(4회)
- 초청공연(대한청소년적십자사 외 5회)

2008년
- 제3회 정기연주회(장천아트홀)
- 미국순회공연(LA,시카고 등)
- 초청공연 (한국스페셜올림픽 외 7회)

2007년
- 제2회 정기연주회(세라믹팔레스홀)
- 초청공연(M.net 콘서트 외 5회)

2006년
- 제1회 정기연주회(세라믹팔레스홀)
- 하트하트오케스트라 창단

## 수상경력
- 2013년 평창동계스페셜올림픽 세계대회 감사패
- 2012년 보건복지부 장관상
- 2011년 문화체육관광부 장관상
- 2011년 제16회 제주국제관악제 특별참가상
- 2008년 메세나대상 ART&Business

## 언론보도
- 2012년 KBS스페셜 ‘기적의 오케스트라 세상을 연주하다’
- 2012년 월간객선 ‘기적은 이와 같이 문을 두드린다’
- 2011년 조선일보 더나은미래 기획연재(6회) ‘문화복지의 꿈’
- 2010년 MBC스페셜 ‘우당탕탕 오케스트라’ 외 120여 차례

## 우당탕탕 오케스트라
문화방송 MBC의 다큐멘터리 프로그램인 'MBC 스페셜'에서 2010년 10월 15일에 하트하트 오케스트라에 대해 방영한 다큐멘터리이다. 오케스트라 연습 모습과, 발달장애 청소년들의 음악에 대한 열정, 어머니들의 이야기, 국제 관악제 참가기 등을 다루었다. 이 다큐멘터리는 오케스트라 연주 레퍼토리 중 한 곡인 "거위의 꿈"을 작곡한 가수 김동률 씨가 맡았다.

## 기적의 오케스트라 세상을 연주하다
한국방송 KBS의 다큐멘터리 프로그램인 'KBS 스페셜'에서 2012년 7월 8일에 발달장애청소년 하트하트오케스트라를 통하여 문화복지의 새로운 비전에 대해 방영한 다큐멘터리이다. 플루트 실력은 웬만한 연주자들만큼 뛰어나지만 행동은 영락없는 여섯 살 아이인 김동균(20. 발달장애 2급) 단원과 팀파니 주자 강성민(18. 발달장애 2급) 단원이 오케스트라를 통해 구체적인 꿈이 생긴 이야기, 오케스트라 연습 모습과 발달장애 청소년 어머니들의 이야기, 바이올린 이상우(13세, 발달장애 2급)의 오케스트라 입단 도전기, 서울시립교향악단 초청공연 등을 다루었다. 이 다큐멘터리는 하트하트재단 친선대사 하희라가 나레이션을 맡았다.